# Fracture du nez

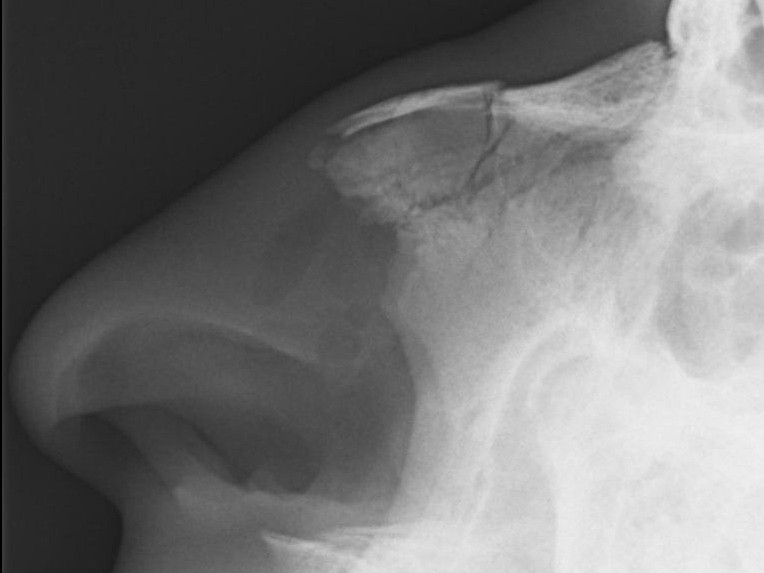
Fracture du nez.

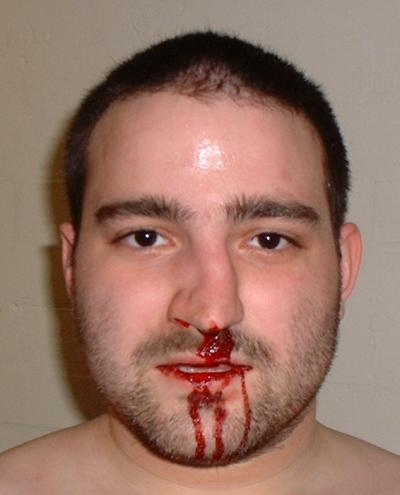
Nez cassé avec épistaxis.

Une fracture du nez ou fracture nasale, communément appelée un nez cassé, est une fracture de l'un des os du nez.
En raison de la saillie du nez sur la face et de la fragilité de ses os, un nez cassé est l'une des blessures les plus courantes lié à un traumatisme facial.

## Diagnostic
Le diagnostic est établi sur la base de radiographies du crâne centrées sur les os ou d'un scanner crânien.

## Prise en charge
Il convient d'éliminer les atteintes plus graves du massif facial.
Une prise en charge spécialisée n'est pas nécessaire dans les cas simples, sans déformation du nez ni hémorragie importante. Dans le cas contraire, un avis ORL doit être pris mais pas nécessairement dans l'urgence. Une réduction fracturaire peut être alors tentée sous anesthésie générale, par voie externe, par voie interne ou après ouverture chirurgicale. L'intervention doit avoir lieu dans les deux semaines du traumatisme initial. Le résultat initial peut être imparfait, nécessitant une reprise ultérieure.